# Filodinium hovassei
Filodinium hovassei is een soort in de taxonomische indeling van de Myzozoa, een stam van microscopische parasitaire dieren. Het organisme komt uit het geslacht Filodinium en behoort tot de familie [[]]. Filodinium hovassei werd ontdekt door Cachon & Cachon.